# 199. Infanterie-Division (Deutsches Kaiserreich)
Die 199. Infanterie-Division war ein Großverband der Preußischen Armee.

## Geschichte
Die Division wurde am 21. August 1916 während des Ersten Weltkriegs an der Ostfront zusammengestellt, kämpfte dort bis Ende Oktober 1916 und wurde dann an die Westfront verlegt. Hier war sie bis Kriegsende im Einsatz, trat anschließend den Rückmarsch in die Heimat an, wo die Division ab Januar 1919 demobilisiert und schließlich aufgelöst wurde. Einziger Kommandeur des Großverbandes war Generalmajor/Generalleutnant Wilhelm von Puttkamer.

### Gefechtskalender

#### 1916
- 21. bis 31. August – Stellungskampf an der Bystrzyca
- 31. August bis 8. September – Erste Schlacht an der Narajawka und Zlota Lipa (Teile der Division)
- 01. bis 8. September – Stellungskämpfe an der Zlota-Lipa, am Ceniowka-Abschnitt und bei Zborow (Teile der Division)
- 09. September bis 31. Oktober – Stellungskämpfe an der Narajowka, zwischen Narajowka und Zlota-Lipa und an der Ceniowka
- 31. Oktober bis 6. November – Transport nach dem Westen
- 06. bis 23. November – Stellungskämpfe vor Verdun
- 24. bis 30. November – Stellungskämpfe in der Champagne
- ab 1. Dezember – Stellungskämpfe an der Somme

#### 1917
- bis 15. März – Stellungskämpfe an der Somme
- 16. März bis 22. April – Kämpfe vor der Siegfriedfront
- 22. April bis 6. Mai – Frühjahrsschlacht bei Arras
- 10. Mai bis 7. Juni – Kämpfe vor der Siegfriedfront
- 09. Juni bis 3. Dezember – Schlacht in Flandern
  - 9. bis 11. Juli – Erstürmung des Brückenkopfes an der Yser-Mündung (Teile der Division)
- ab 4. Dezember – Stellungskämpfe in Flandern

#### 1918
- bis 9. März – Stellungskämpfe in Flandern
- 10. bis 20. März – Kämpfe in der Siegfriedstellung und Vorbereitungszeit für die Große Schlacht in Frankreich
- 21. März bis 6. April – Große Schlacht in Frankreich
  - 23. bis 26. März – Verfolgungskämpfe im Somme-Gebiet
  - 24. März – Kämpfe bei Bouchavesnes und Erstürmung des Marrières-Waldes
  - 25. März – Erstürmung der Höhen von Maurepas
  - 31. März bis 5. April – Kämpfe zur Erzwingung des Avre-Übergangs bei Moreuil
- 07. April bis 18. Mai – Kämpfe an der Ancre, Somme und Avre
- 19. Mai bis 24. Juni – Kämpfe zwischen Arras und Albert
- 25. Juni bis 21. August – Stellungskämpfe bei Reims
  - 18. bis 25. Juli – Abwehrschlacht zwischen Soissons und Reims
- 21. August bis 28. September – Stellungskämpfe an der Vesle
- 29. September bis 9. Oktober – Abwehrschlacht in der Champagne und an der Maas
- 10. bis 12. Oktober – Kämpfe vor der Hunding- und Brunhild-Front
- 13. bis 17. Oktober – Kämpfe an der Aisne und Aire
- 18. bis 23. Oktober – Schlacht bei Vouziers
- 24. bis 31. Oktober – Kämpfe an der Aisne und Aire
- 01. bis 4. November – Kämpfe zwischen Aisne und Maas
- 05. bis 11. November – Rückzugskämpfe vor der Antwerpen-Maas-Stellung
- ab 12. November – Räumung des besetzten Gebietes und Marsch in die Heimat

## Gliederung

### Kriegsgliederung vom 24. Mai 1918
- 59. Landwehr-Brigade
  - 6. Badisches Infanterie-Regiment „Kaiser Friedrich III.“ Nr. 114
  - Reserve-Infanterie-Regiment Nr. 237
  - Infanterie-Regiment Nr. 357
  - MG-Scharfschützen-Abteilung Nr. 27
  - 1. Eskadron/2. Hannoversches Ulanen-Regiment Nr. 14
- Artillerie-Kommandeur Nr. 63
  - Feldartillerie-Regiment Nr. 263
  - III. Bataillon/2. Bayerisches Fußartillerie-Regiment
- Pionier-Bataillon Nr. 199
- Divisions-Nachrichten-Kommandeur Nr. 199